# ダイヤモンドカップ競走
ダイヤモンドカップ競走（ダイヤモンドカップきょうそう）とは、ボートレースのGI競走の一つ。施設のリニューアルを記念して開催される。

## 概要
ボートレース場の水面、スタンドやその付随施設、大型映像装置、あるいは場外発売施設などの大規模な施設改善、改修を記念して行われる競走である。そのため、開催時期、開催地は不定期である。以前は「施設改善記念競走」という名称であったが、1997年4月1日にダイヤモンドカップ競走へ名称が変更された。

### 開催条件
- レース場の一日平均売上に基づいた、投資金額を上回る施設改善を行なった場合。
- 場外発売場を開設した場合。
- ナイターレースを初めて開催した場合。

### 賞金
優勝賞金は1100万円。

### 出場選手
周年記念競走やモーターボート大賞競走と同じように、地元地区の選手を中心としたA1級の選手が選出される。